# Lieven Algoet
Lieven Algoet (Gent, eind 15e eeuw - Ulm, 25 januari 1547) of Livinus Algotius, Panagathus en Omnibonus, was een Zuid-Nederlands humanist.

## Levensloop
Algoet, ook Goethals genoemd, was natuurkundige, historicus en Neolatijns dichter. 
Hij genoot middelbaar onderwijs onder de leiding van Erasmus. Hij deed universitaire studies aan het Collegium Trilingue in Leuven en werd toen als secretaris ("niet als dienaar maar als geadopteerde zoon"), door Erasmus in dienst genomen. Gedurende zeven jaar belastte hij hem met opdrachten zowel in de Nederlanden als daarbuiten.
Erasmus beval Algoet herhaaldelijk aan voor verschillende functies, o.m. bij de Hongaarse Nicolaas Olahus, raadgever van Maria van Hongarije, regentes van de Nederlanden, die hem in dienst nam als secretaris, én later bij de regentes zelf aan wiens hof Algoet leraar van de pages werd.
In 1546 vergezelde hij keizer Karel V tijdens een rondreis door Duitsland.
In het graafschap Vlaanderen werd hij wapenheraut en werd ook, op aanbeveling van Erasmus, griffier bij de keizerlijke kanselarij.
Algoet trouwde met Catharina Annoot, een kleindochter van Antonius Clava.

## Publicaties
- Carmina diversa, gedichten.
- Epitaphium (op keizerin Isabella).
- Pro religione christiana res gestae in comitiis Augusti Vindelicorumhabitis, Leuven, 1630.
- Geschriften over de onderhandelingen tussen keizer Karel en Luther.